# Glycinanhydrid

Strukturformeln för glycinanhydrid

Glycinanhydrid, även 2,5-diketopiprazid, är ett kemiskt ämne som förekommer som skivformiga kristaller. Glycinanhydrid sublimerar vid 260 °C och är till viss del löslig i vatten. Ämnet hydrolyseras i basiska eller sura förhållanden, varvid glycylglycin bildas. Glycinanhydrid och substituerade diketopiperaziner bildas vid kondensation av aminosyror och erhålls i små mängder vid hydrolys av proteiner.